# South Park View
South Park View – miasto w Stanach Zjednoczonych, w stanie Kentucky, w hrabstwie Jefferson.